# Weest waecksaem
Weest waecksaem was een verzetsblad uit de Tweede Wereldoorlog, dat vanaf april 1943 tot en met juni 1944 wekelijks in Amsterdam werd uitgegeven. Het werd gestencild en de inhoud bestond voornamelijk uit opinie-artikelen.
R. Dinger was eerst in Utrecht en later in Amsterdam redacteur-correspondent van de Nieuwe Rotterdamsche Courant. Hij stond in nauw contact met de leiding van het liberale verzetsblad Slaet op den trommele. Na de arrestatie van zijn vriend N.A. Stempels, de hoofdredacteur van dat blad, meende Dinger dat hij zelfstandig voort moest gaan met het geven van voorlichting in de liberale geest. Met dat doel voor ogen begon hij met het uitgeven van Weest Waecksaem. Hij schreef het blad goeddeels zelf vol en stencilde het.
Op 21 juni 1944 werd Dinger wegens andere illegale werkzaamheden (hij was medewerker van de verzetsgroep Luctor et Emergo / Fiat Libertas o.l.v. Eduard Veterman) verraden en door de Landwacht gearresteerd. Via Kamp Amersfoort werd hij naar het concentratiekamp Neuengamme (in Hamburg) overgebracht, waar hij op 24 december 1944 is overleden.